# It Takes You Away
It Takes You Away es el noveno episodio de la undécima temporada de la serie británica de ciencia ficción Doctor Who, emitido originalmente el 2 de diciembre de 2019 por BBC One. Fue escrito por Ed Hime y dirigido por Jamie Childs.
Ambientado en Noruega en 2018, el episodio protagonizado por el grupo de viajeros del tiempo liderados por la Decimotercer Doctor (Jodie Whittaker) y sus compañeros Graham O'Brien (Bradley Walsh), Ryan Sinclair (Tosin Cole) y Yasmin Khan (Mandip Gill), investigan la desaparición de un viudo llamado Erik (Christian Rubeck).
El episodio fue visto por 6,42 millones de espectadores y recibió críticas generalmente positivas de los críticos.

## Sinopsis
La Decimotercer Doctor y sus acompañantes llegan a la actual Noruega, materializando la TARDIS cerca de una cabaña. Se encuentran con su única ocupante, una adolescente ciega llamada Hanne que se mudó a la cabaña con su padre Erik tras la muerte de su madre Trine. Su padre ha desaparecido desde entonces, con Hanne incapaz de buscarlo porque ella sigue escuchando una criatura en la cabaña todos los días. En la buhardilla de esta, el grupo descubre un espejo sin reflejo, que se revela como un portal. Mientras la Doctor, Graham y Yasmin entran, Ryan se queda con Hanne. Al encontrar parlantes en la casa destinados a mantenerla dentro, el descubrimiento de Ryan incita a Hanne a noquearlo y entrar al portal.
La Doctor y los demás se encuentran en la «antizona», un espacio intermedio entre universos, ideado para evitar daños catastróficos. Se encuentran brevemente con Ribbons, un engañoso extraterrestre que los guía a través del espacio solo para convertirse en presa de las polillas carnívoras cuando intenta robar el destornillador sónico de la Doctor. Los demás los evaden entrando en otro portal, encontrándose dentro de un universo paralelo reflejado, en el que se encuentran con Erik hablando con Trine, a pesar de que ella está muerta. Al mismo tiempo, Graham se encuentra con su propia esposa muerta, Grace. La Doctor deduce que se están encontrando con el Solitracto, un entidad sensible cuya incompatibilidad con el universo llevó a su exilio, convirtiéndose en un universo en busca de compañía. Hanne llega e inmediatamente reconoce la versión solitracta de Trine como un impostora antes de ser expulsada de vuelta a la antizona.
La Doctor se da cuenta de que el Solitracto se está derrumbando sobre sí mismo debido a la presencia del grupo. Luego se las arregla para sacar a todos mientras convence al Solitracto de que la mantenga en lugar de Erik ofreciéndole su vasta experiencia. El Solitracto acepta la oferta y expulsa a Erik, llevando a la Doctor a una habitación dentro de un espacio en blanco. A pesar de su entusiasmo ante la perspectiva de hablar con un universo sensible, ya que Solitracto asume la forma de una rana parlante con la voz de Grace, la Doctor explica que no puede quedarse ya que no pueden coexistir. El Solitracto la libera a petición suya, lo que le permite regresar a través de la antizona antes de que los portales colapsen. Después de la aventura, Erik decide regresar a Oslo con Hanne, mientras Ryan se une a Graham y lo llama "abuelo" por primera vez.

### Continuidad
Durante el episodio, Yasmin hace una sugerencia al Doctor de "revertir la polaridad". Esta es una referencia a una frase recurrente hecha por el Tercer Doctor durante sus historias en la serie original.

## Difusión y recepción

### Calificaciones
It Takes You Away fue vista por 5,07 millones de espectadores durante la noche, una participación del 25,1 % del total de la audiencia televisiva del Reino Unido, lo que la convierte en la quinta audiencia más alta de la noche y la 26.ª audiencia durante la noche durante la noche en todos los canales del Reino Unido. El episodio recibió un total oficial de 6,42 millones de espectadores en todos los canales del Reino Unido, lo que lo convirtió en el 22.º programa más visto de la semana, y tuvo una puntuaciónn del Índice de Apreciación del Público de 80.

### Respuesta crítica
El episodio tiene un índice de aprobación del 92 % en Rotten Tomatoes, y un puntaje promedio de 7,51/10 basado en 26 comentarios. El consenso crítico del sitio web dice:

Elevado por la actuación cómica empáticamente de Bradley Walsh, It Takes You Away supera la mayoría de sus incongruencias tonales para ofrecer una meditación convincente sobre el dolor y la culpa.